# Втора френска империя
С названието Втора империя (на френски: Le Second Empire) се обозначават френската държава и периодът от 1852 до 1870 г. в историята на Франция.
Втората империя (наричана така за разлика от Първата, съществувала по времето на Наполеон Бонапарт, през 1804 – 1815 г.) възниква сравнително скоро след Февруарската революция от 1848 г., в резултат на която крал Луи Филип е принуден да абдикира. При последвалите социални размирици и политическа нестабилност през ноември същата година е приета републиканска конституция. Тя задава държавна уредба начело с еднокамарен парламент и президент. За такъв през декември е избран Луи Бонапарт, племенник на Наполеон I. Три години по-късно (декември 1851 г.) той извършва държавен преврат, като разтуря камарата на депутатите, която отказва да му даде нов управленски мандат. След още една година (декември 1852 г.) Луи Наполеон е провъзгласен с плебисцит за император под името Наполеон III.
При Наполеон III във Франция се развиват търговията, промишлеността и финансите. Столицата Париж се разраства вследствие на мащабно строителство. Въпреки икономическото засилване на страната, социалното напрежение от предходните години се запазва заради тежките условия за труд на работническата прослойка.
Втората империя води мащабна колониална политика в Северна Африка (Алжир), Близкия и Далечния изток (Сирия, Китай, Индокитай). Опитът за подчиняване на Мексико (1861 – 1867 г.) завършват с поражение. В първите години на управлението си Наполеон III води почти непрекъснати войни в Европа. През 1854 – 1856 г. в Кримската война Франция воюва заедно с Османската империя, Великобритания и Кралство Сардиния срещу Русия. През 1859 г. помага на Сардиния (Пиемонт) да победи Австрия. Тази война води до обединение на голяма част от Италия под ръководството на Пиемонт. Франция получава от Австрия областта Ломбардия (Североизточна Италия), но я предава на Италия в замяна на Ница и Савоя. Обединението на Северна Германия е извършено с помощта на Наполеон, който очаквал, че ще може да контролира Прусия след войната им с Франция.
Въпреки тези победи Наполеон III не успява да попречи на постепенното обединяване на Германия под ръководството на Прусия. Скоро след избухването на Френско-пруската война френската армия е разгромена при Седан, а императорът е пленен. Само два дни след това поражение, на 4 септември 1870 г., властта във Франция е поета от правителство на националната отбрана. Обявена е република, с което е сложен край на Втората империя.